# Paragrynex ochreosparsus
Paragrynex ochreosparsus är en skalbaggsart som beskrevs av Stefan von Breuning 1940. Paragrynex ochreosparsus ingår i släktet Paragrynex och familjen långhorningar. Inga underarter finns listade i Catalogue of Life.